# Pidhirne, Krînîcikî
Pidhirne (în ucraineană Підгірне) este un sat în comuna Semenivka din raionul Krînîcikî, regiunea Dnipropetrovsk, Ucraina.

## Demografie
Componența lingvistică a localității Pidhirne
     Ucraineană (87,16%)
     Rusă (6,42%)
     Română (3,67%)
     Belarusă (1,83%)
Conform recensământului din 2001, majoritatea populației localității Pidhirne era vorbitoare de ucraineană (87,16%), existând în minoritate și vorbitori de rusă (6,42%), română (3,67%) și belarusă (1,83%).